# تروریسم در کانادا
تروریسم در کانادا (انگلیسی: Terrorism in Canada) در موارد متعددی در تاریخ کشور رخ داده‌است. برخی از تروریسم مربوط به رویدادهای خارجی و ملیت‌ها است. بعضی، مانند بحران اف ال کیو (FLQ) در دهه ۱۹۶۰، مربوط به تنش‌های داخلی در داخل کشور بود.

## سازمان‌های تروریستی ممنوعه
قانون ضد تروریسم کانادا "این اجازه را به دولت کانادا می‌دهد که لیستی از افرادیکه در عملیات‌های تروریستی شرکت داشته یا تلاش در ایجاد تسهیلات برای اینگونه عملیات، کرده‌اند، تهیه کند، یا به نیابت، در آن راستا یا همیاری و تلاش در شرکت یا ایجاد تسهیلات در انجام یک عمل تروریستی کرده باشد. این قانون تصریح می‌کند، فرماندار در شورا می‌تواند یک لیست به توصیه وزیر امنیت عمومی تهیه کند.
دولت کانادا بیش از ۵۰ سازمان تروریستی را ممنوعه اعلام کرده‌است. اینها عبارتند از القاعده، گروه مسلح اسلامی اکوشیتی آکاساتسونا (ETA)، ببرهای تامیل –الام (LTTE)، فدراسیون بین‌المللی جوانان سیک، جبهه آزادیبخش فلسطین، جبهه مردمی آزادی فلسطین، جبهه خلق برای آزادی فلسطین فرماندهی کل، حماس، جهاد اسلامی فلسطین، حزب‌الله، کاهان چای، طالبان و مجاهدین خلق.
در آوریل ۲۰۰۶، دولت کانادا، ببرهای آزادی تامیل اولام را به عنوان یک گروه تروریستی نامگذاری کرد. در دسامبر ۲۰۰۶، دولت کانادایی ممنوعیت حزب‌الله را از جناح اصلی آن به ۱۶سازمانهای تحت فرماندهی آن گسترش داد.

## تروریسم بین‌المللی
- ۱۷ آوریل ۱۸۴۰، یک خرابکار انگلیسی ایرلندی کانادایی به نام بنجامین لت بنای یادبود بروک در کوئینزتاون در آنتاریو که برای بزرگداشت سر اسحاق بروک انگلیسی ساخته شده بود را بمبگذاری کرد. این بمبگذاری آسیب‌های جدی و غیرقابل ترمیمی بر روی این یادبود باقی گذاشت اما آنرا به‌طور کامل خراب نکرد.[۶]
- اکتبر ۱۸۶۴، عوامل کنفدراسیون خدمات سری که در مونترآل مستقر هستند میزبان یک ملاقات با جان ویلکس بوث بود. کسی که بعدها پرزیدنت آبراهام لینکلن را ترور کرد. بعد از اینکه پلیس به بوث تیراندازی کرد، آنها یک حواله به مبلغ ۱۸۴۰۰۰ دلار را پیدا کردند که از شعبه مونترال بانک انتاریو دریافت شده بود.[۷]
- ۷ آوریل ۱۸۶۸، توماس دارسی مک گی توسط یک ایرلندی ملی‌گرا یا یک فینیان (عضو گروهی از آزادی خواهان ایرلندی که در سال‌های ۰۶۸۱ در نیویورک و ایرلند فعالیت داشتند) به نام پاتریک ولان در اتاوا ترور شد.
- ۲۵ نوامبر ۱۹۶۵، یک ملی‌گرای کروات کنسولگری یوگسلاوی در تورنتو را بمبگذاری کرد.
- ۲۹ ژانویه ۱۹۶۷، سفارت یوگسلاوی در اتاوا و کنسولگری این کشور در تورنتو در بین شش محلی هستند که در آمریکای شمالی مورد حمله بمبگذاری واقع شده‌است.
- ۳ سپتامبر ۱۹۸۴، ایستگاه مرکزی مونترآل بمبگذاری شد که در نتیجه آن ۳ نفر کشته و بیش از ۳۰ نفر مجروح شدند. توماس برنارد بریگهام که یک افسر بازنشسته نیروهای مسلح آمریکا بود ادعا کرد که در اعتراض به دیدار پاپ ژان پل دوم از کانادا دست به این کار زده‌است.
- ۹ آوریل ۱۹۸۹، چارلز یاکوب یک اتوبوس را دزدیده و آنرا به سمت پارلمان هیل برد تا نسبت به تجاوز سوریه به لبنان اعتراض کند.

## تروریسم داخلی

### آنارشیست
- ۱۴ اکتبر ۱۹۸۲، گروه آنارشیست اسکوامیش ۵ که نسخه کانادایی آکسیون دیرکت هستند، کارخانه صنایع لیتون در شمال تورونتو را بمبگذاری کردند. این کارخانه برای موشکهای کروز آمریکایی دستگاه‌های هدایت می‌ساخت. در این حادثه ده نفر مجروح شدند.

### محیط زیست
- از اکتبر ۲۰۰۸ تا ژوئیه ۲۰۰۹، داوسون کریک، بریتیش کلمبیا، شش لوله گاز که متعلق به شرکت انکارتا بود مورد بمبگذاری واقع شد. قبل از آن یک نامه به یک روزنامه محلی که با صنایع گاز مخالف بود ارسال شده بود.[۸]

مربوط به کوبا
- ۲۲ سپتامبر ۱۹۶۶. حمله با بازوکا به سفارت کوبا در اتاوا،
- ۵ اکتبر ۱۹۶۶. نیروهای ضد فیدل کاسترو با بمب به دفاتر نمایندگی تجاری کوبا در اتاوا را حمله کردند.
- ۳۱ مه ۱۹۶۷. یک بمب کوچک در غرفه کوبا در نمایشگاه ۶۷ در مونترال منفجر می‌شود. این حمله به آکسیون ملی کوبا نسبت داده شد.
- ۱۵ اکتبر ۱۹۶۷. یک بمب در دفاتر هیئت نمایندگی تجارت محلی در مونترال، کبک، منفجر شد.
- ۲۹ مه ۱۹۶۹. یک بمب در خیابان کنسولگری کوبا در مونترال قرار داده می‌شود اما منفجر نشد.
- ۱۲ ژوئیه ۱۹۷۱. یک بمب کوچک در دفاتر نمایندگی تجارت محلی در مونترال کبک منفجر شد.
- ۴ آوریل ۱۹۷۲. سرجیو پرز کاستیلو، یکی از مقامات کوبایی توسط یک انفجار در کنسولگری کوبا در مونترال، کبک، کشته شد.
- ۲۱ ژانویه ۱۹۷۴. بمبی در سفارت کوبا در اتاوا منفجر می‌شود. این حمله به اورلاندو بوش نسبت داده شد.
- ۲۲ سپتامبر ۱۹۷۶. یک دستگاه انفجاری از یک ماشین به سمت کنسولگری کوبا در مونترال پرتاب شد.
- ۱۴ ژانویه ۱۹۸۰. یک انفجار بزرگ به‌طور چشمگیری باعث آسیب رساندن به کنسولگری کوبا در مونترال شد.

مربوط به آرمانهای ستیزه جویانه سیک در خالیستان
- ۲۳ ژوئن، ۱۹۸۵ – هم بمبگذاری فرودگاه ناریتا در ۱۹۸۵ و هم بمبگذاری پرواز ۱۸۲ ایر ایندیا گفته می‌شود که توسط شورشیان سیک که در کانادا زندگی می‌کنند، انجام شده‌است. پرواز شماره ۱۸۲ هنگام ترک مونترال از فرودگاه بین‌المللی میرابل کبک، در هنگام پرواز به لندن، منفجر شد. انفجار در فرودگاه بین‌المللی ناریتا در توکیو، دو باربر را کشت و چهار تن را زخمی کرد. هدف این بمب پرواز ۳۰۱ هواپیمای ایر ایندیا با ۱۷۷ مسافر و خدمه بود که به فرودگاه بین‌المللی بانکوک، پرواز می‌کرد.
- ۲۶ می ۱۹۸۶ - در ونکوور، بریتیش کلمبیا، ترور نافرجام بر روی مالکیات سینگ سیدو، وزیر کابینه در استان پنجاب انجام شد.
- ۲۸ اوت ۱۹۸۸ - تارا سینگ هیر، سردبیر هندو کانادایی تایمز به ضرب گلوله مجروح شد و بخشی از بدن وی فلج شد. علت این حادثه به خاطر اظهاراتی بود که در رابطه با پرواز شماره ۱۸۲ کرده بود.

مربوط به روابط ارمنستان و ترکیه
- ۸ آوریل ۱۹۸۲ - مشاور تجاری کانادا در ترکیه به نام کانی گونگور پس از حمله ملی گرایان ارمنی به آپارتمان وی در انتاریو اوتاوا، فلج شد.
- ۲۳ اوت، ۱۹۸۲ – کاردار نظامی ترکیه در کانادا، سرهنگ آتیلا آلتیکات، در حالی که درپشت یک چراغ راهنمایی در خودرو خود نشسته بود توسط ستیزه‌جویان ارمنی در اتاوا، ترور شد.
- ۱۲ مارس ۱۹۸۵ - گروهی از ارمنی‌ها سفارت جمهوری ترکیه در اتاوا را در اختیار دارند و یک نگهبان امنیتی در کانادا را به قتل رساندند.